# Eenstaartjes
De eenstaartjes (Drepanidae) zijn een familie van vlinders in de superfamilie Drepanoidea. De familie telt wereldwijd ruim zeshonderd soorten, verdeeld over ruim 120 geslachten. Bij veel soorten vertoont de vorm van de voorvleugel een duidelijke hoek. Andere soorten, vroeger in de familie Thyatiridae ondergebracht, lijken oppervlakkig op de Noctuidae. Het typegeslacht van de familie is Drepana.
De rupsen van de verschillende soorten zijn zeer verschillend en onderscheidend.
Ze voeden zich gewoonlijk met de bladeren van bomen en struiken, zich verpoppend tussen de bladeren in een spinsel van zijde.

## Onderfamilies
- Cyclidiinae
- Drepaninae
- Thyatirinae

## In Nederland waargenomen soorten
- Genus: Achlya
  - Achlya flavicornis - (Lente-orvlinder)
- Genus: Cilix
  - Cilix glaucata - (Witte eenstaart)
- Genus: Cymatophorina
  - Cymatophorina diluta - (Eiken-orvlinder)
- Genus: Drepana
  - Drepana curvatula - (Bruine eenstaart)
  - Drepana falcataria - (Berkeneenstaart)
- Genus: Falcaria
  - Falcaria lacertinaria - (Bleke eenstaart)
- Genus: Habrosyne
  - Habrosyne pyritoides - (Vuursteenvlinder)
- Genus: Ochropacha
  - Ochropacha duplaris - (Tweestip-orvlinder)
- Genus: Polyploca
  - Polyploca ridens - (Groenige orvlinder)
- Genus: Sabra
  - Sabra harpagula - (Linde-eenstaart)
- Genus: Tethea
  - Tethea ocularis - (Peppel-orvlinder)
  - Tethea or - (Orvlinder)
- Genus: Tetheella
  - Tetheella fluctuosa - (Berken-orvlinder)
- Genus: Thyatira
  - Thyatira batis - (Braamvlinder)
- Genus: Watsonalla
  - Watsonalla binaria - (Gele eenstaart)
  - Watsonalla cultraria - (Beukeneenstaart)

## Afbeeldingen

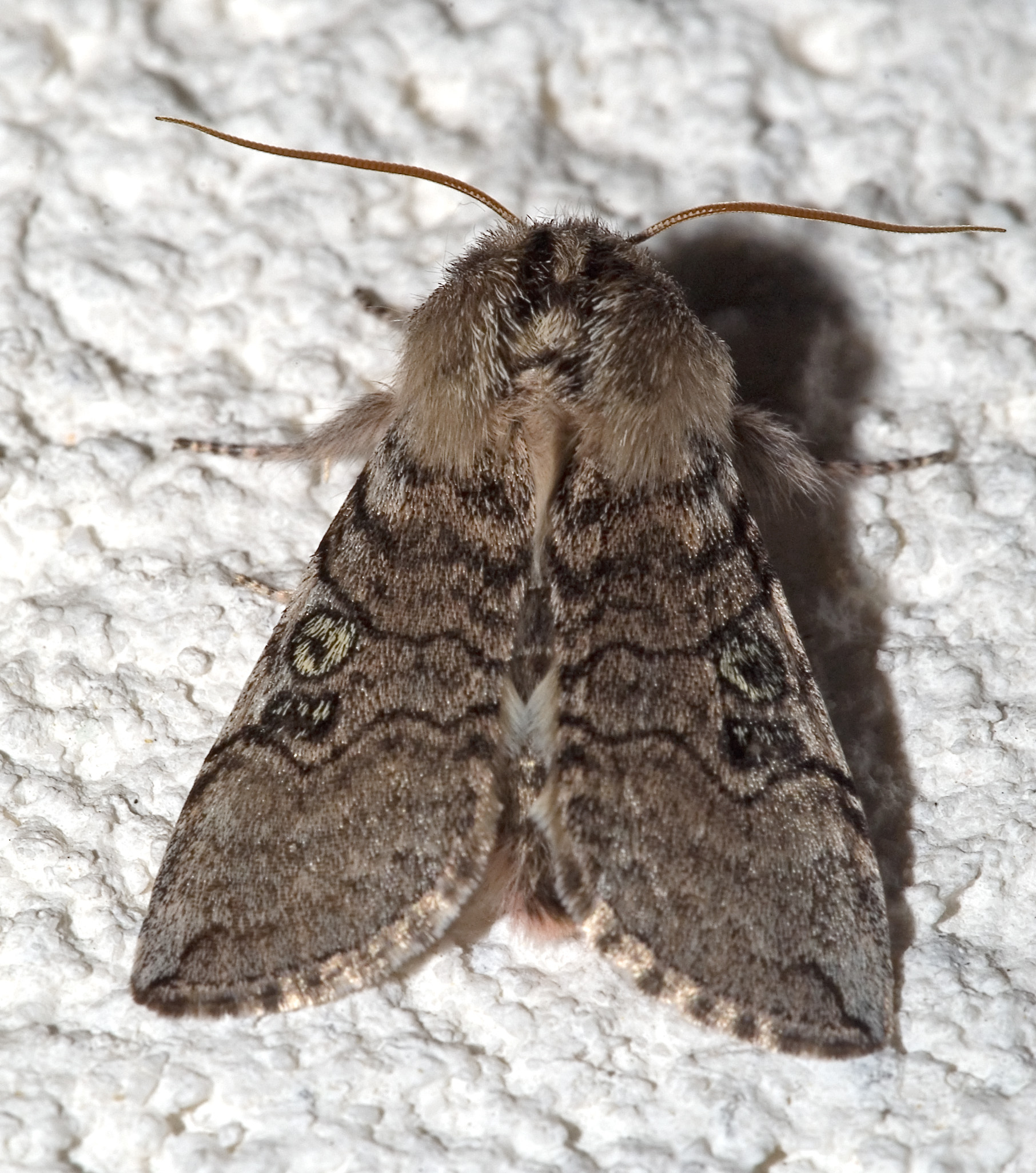
Achlya flavicornis Lente-orvlinder
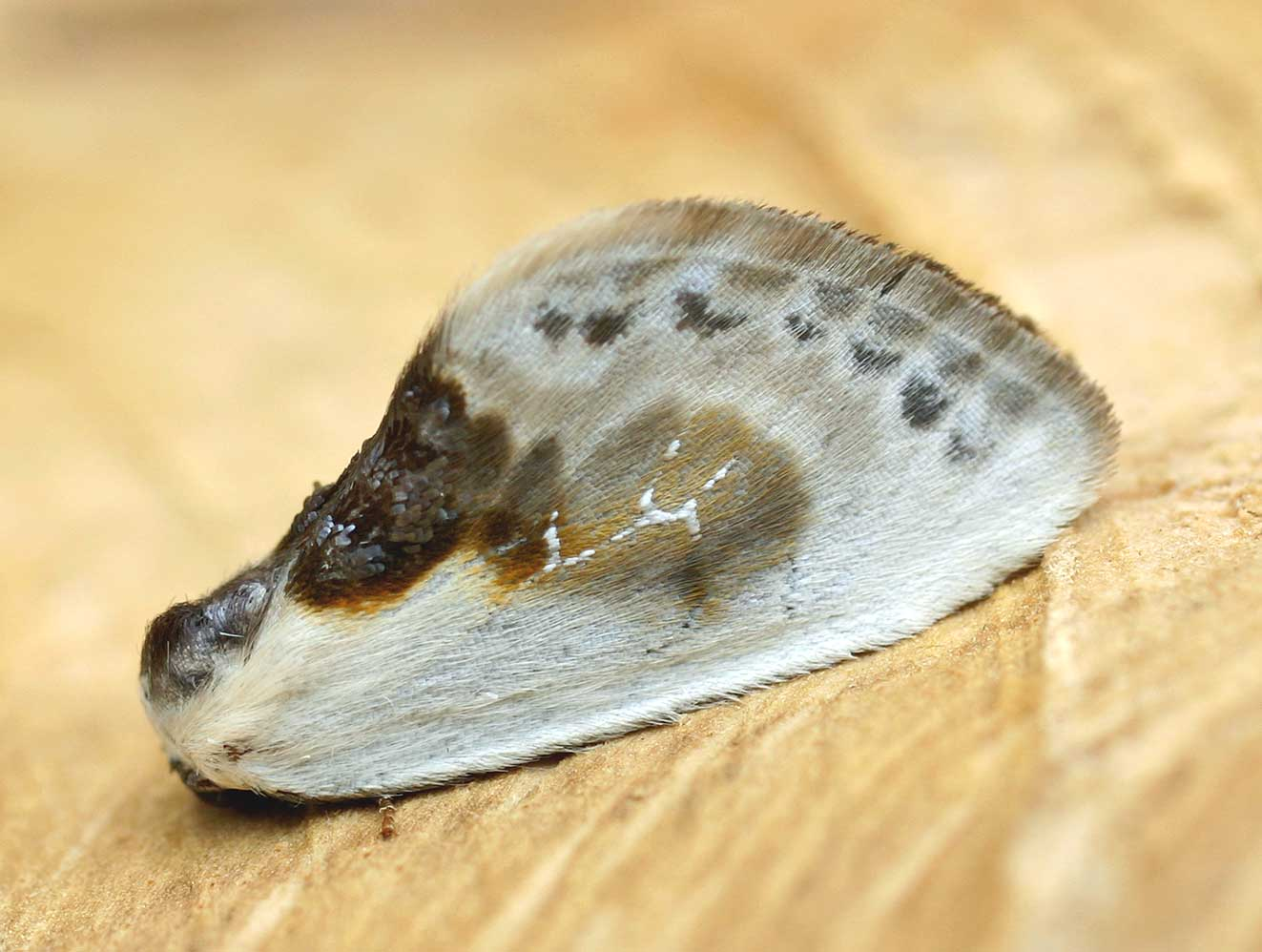
Cilix glaucata Witte eenstaart
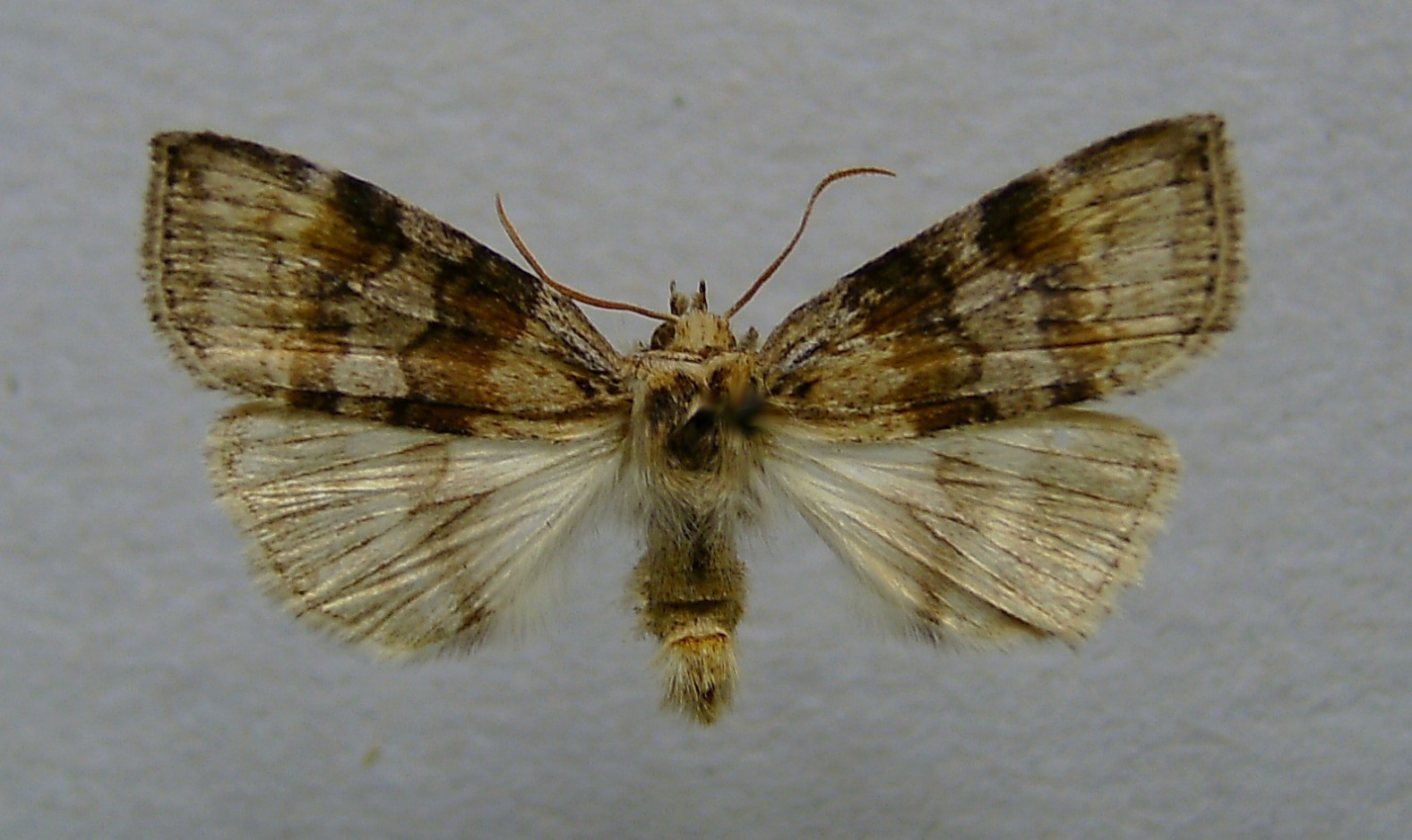
Cymatophorina diluta Eiken-orvlinder
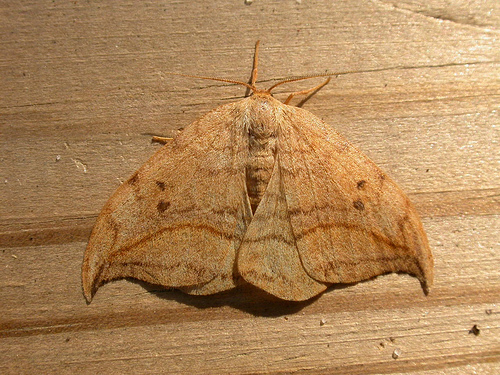
Drepana curvatula Bruine eenstaart
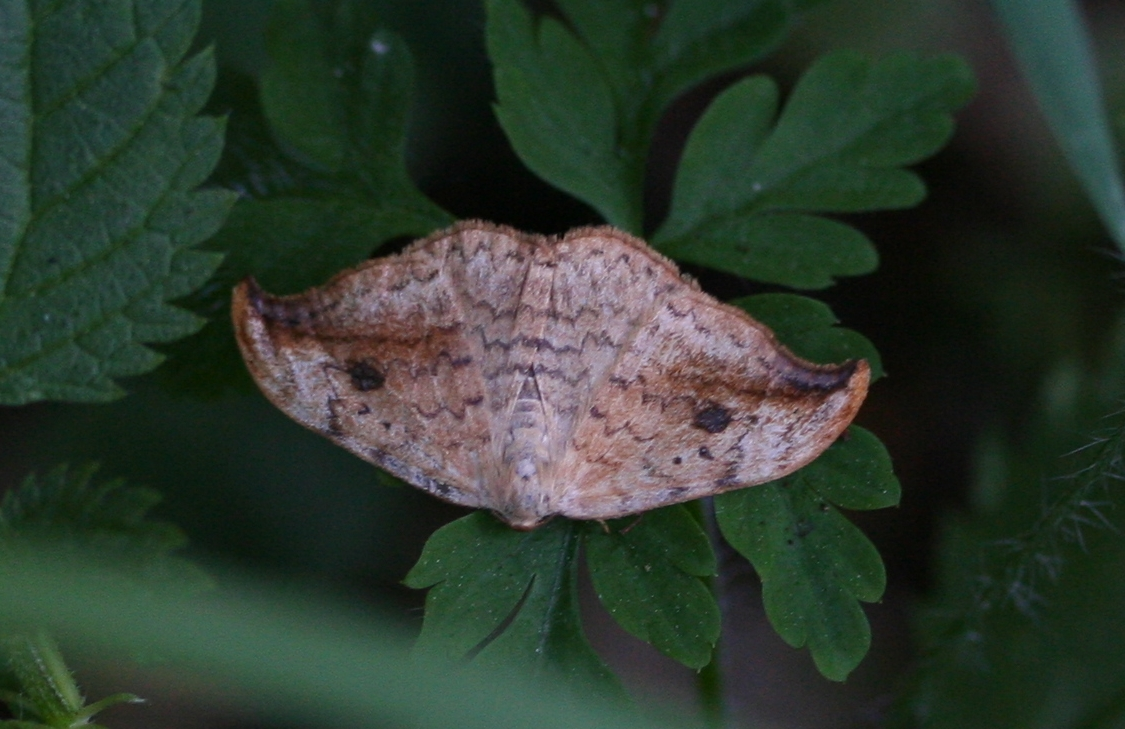
Drepana falcataria Berkeneenstaart
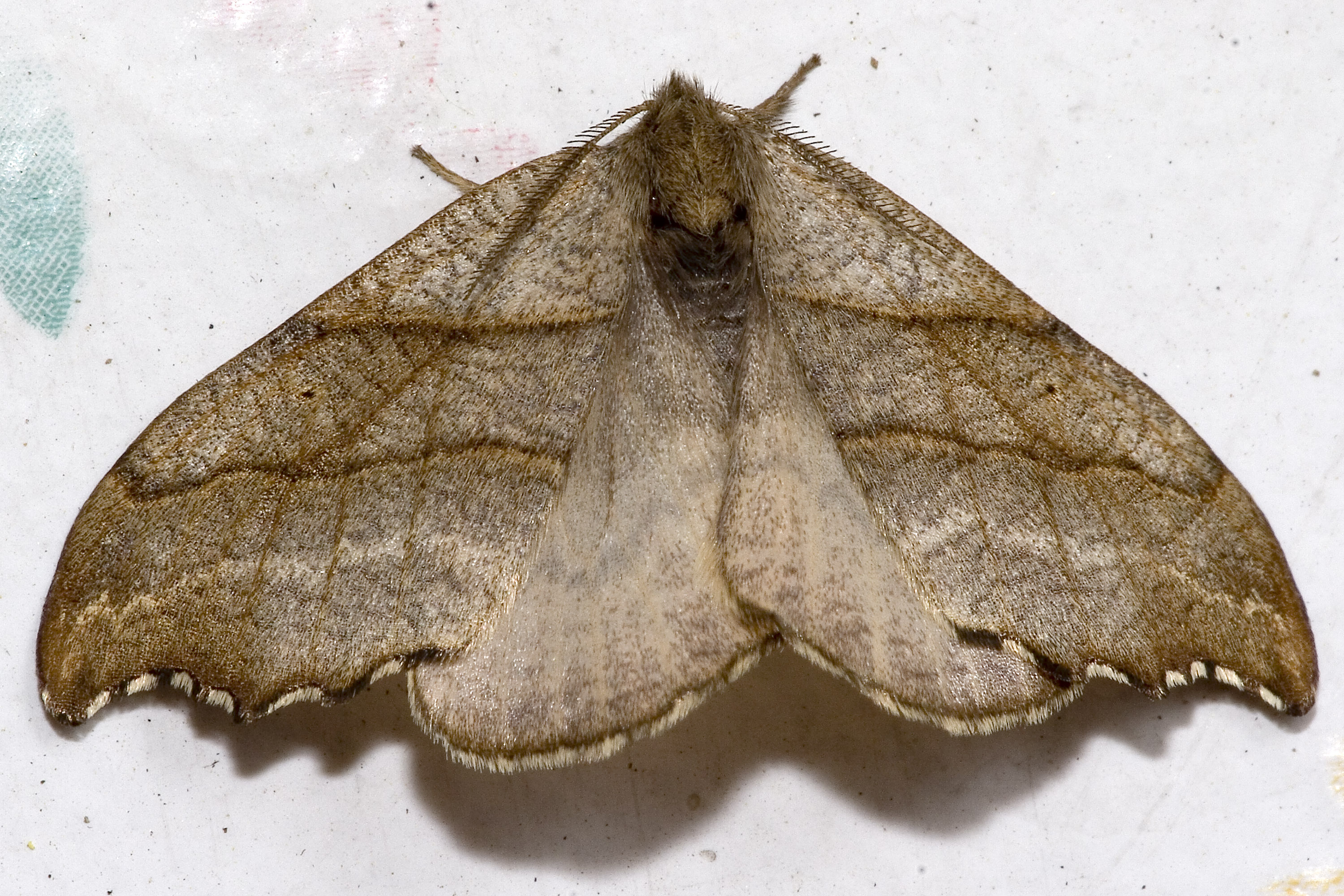
Falcaria lacertinaria Bleke eenstaart
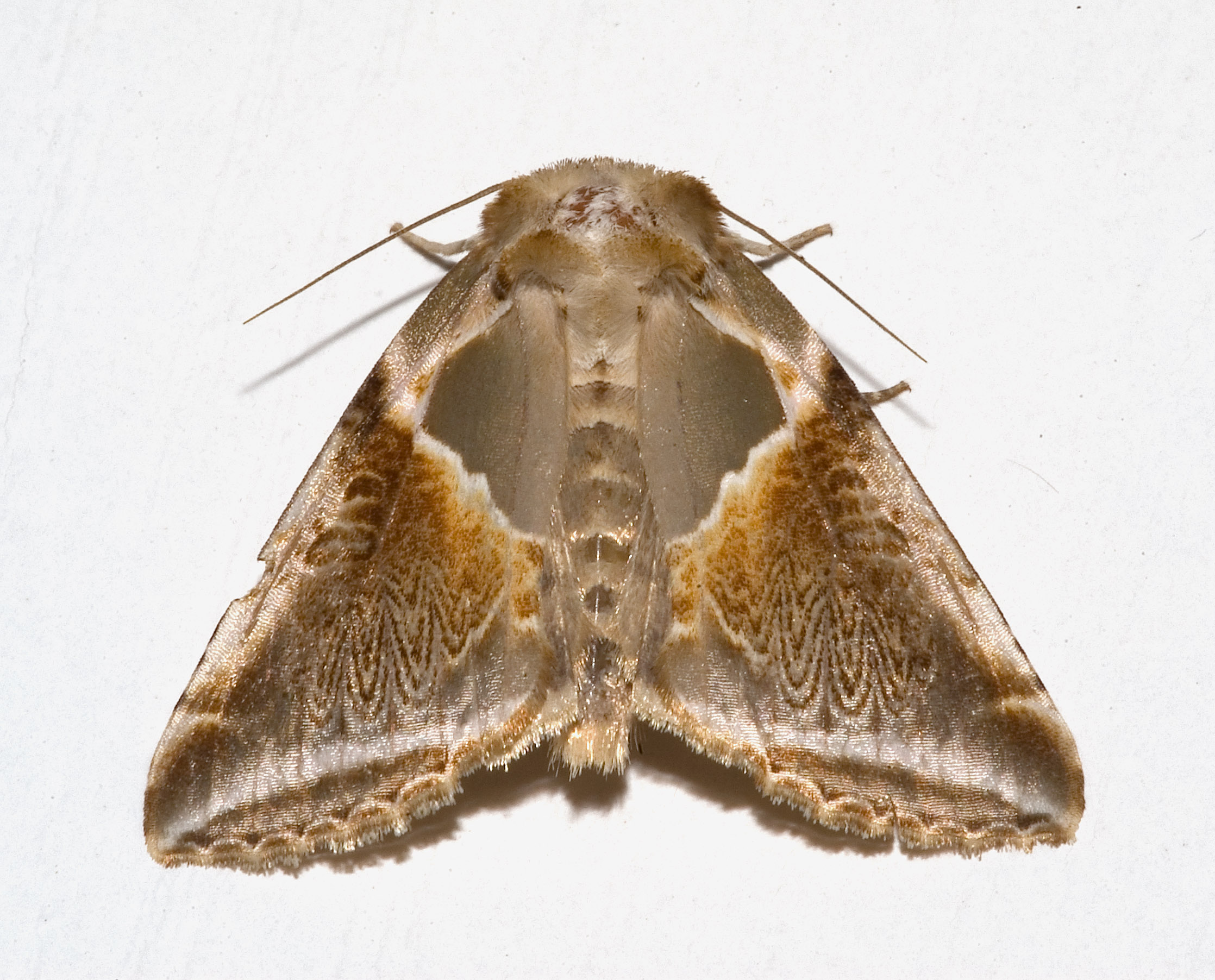
Habrosyne pyritoides Vuursteenvlinder
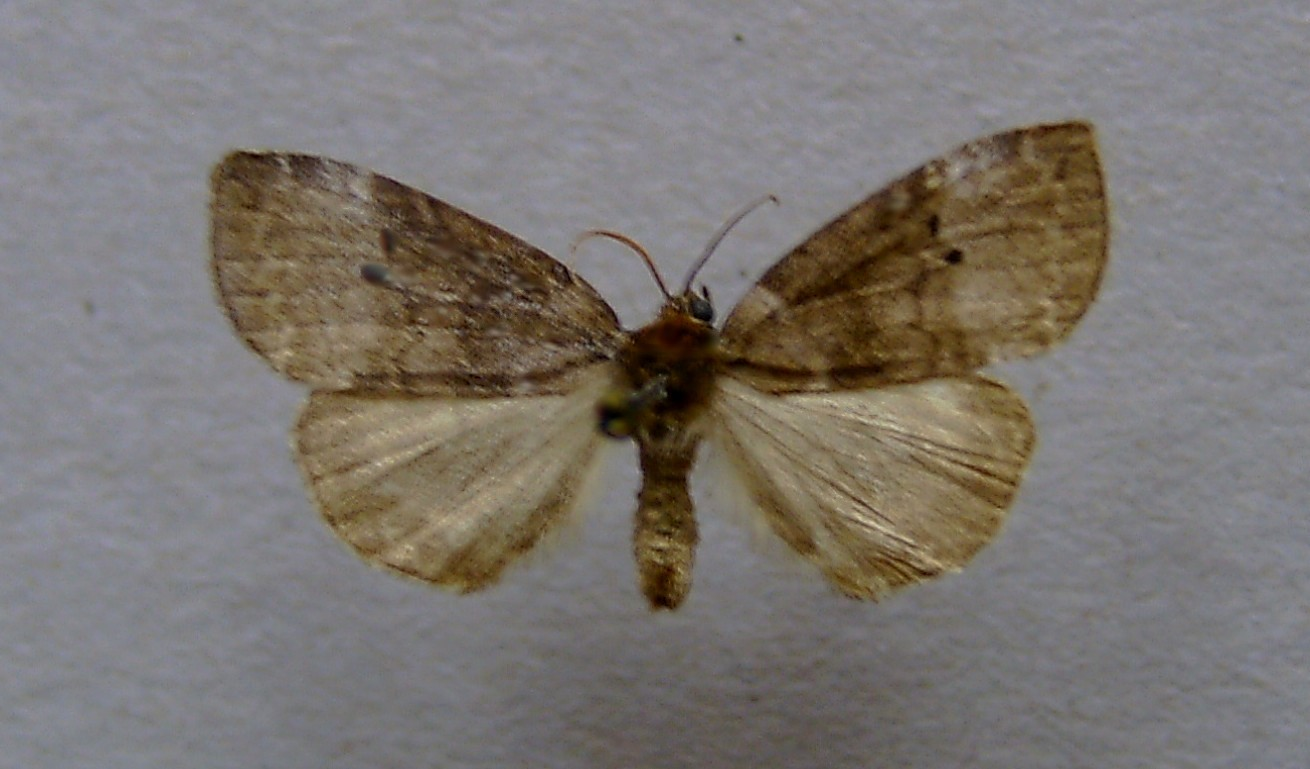
Ochropacha duplaris Tweestip-orvlinder
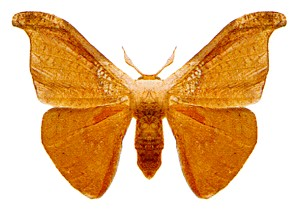
Oreta jaspidea
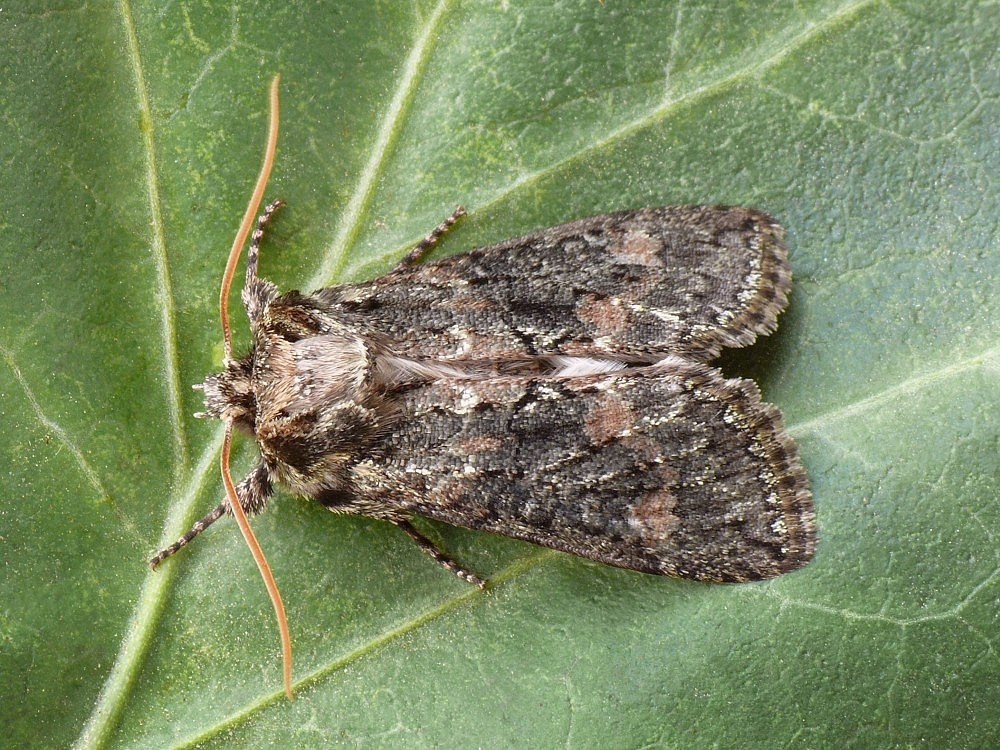
Polyploca ridens Groenige orvlinder
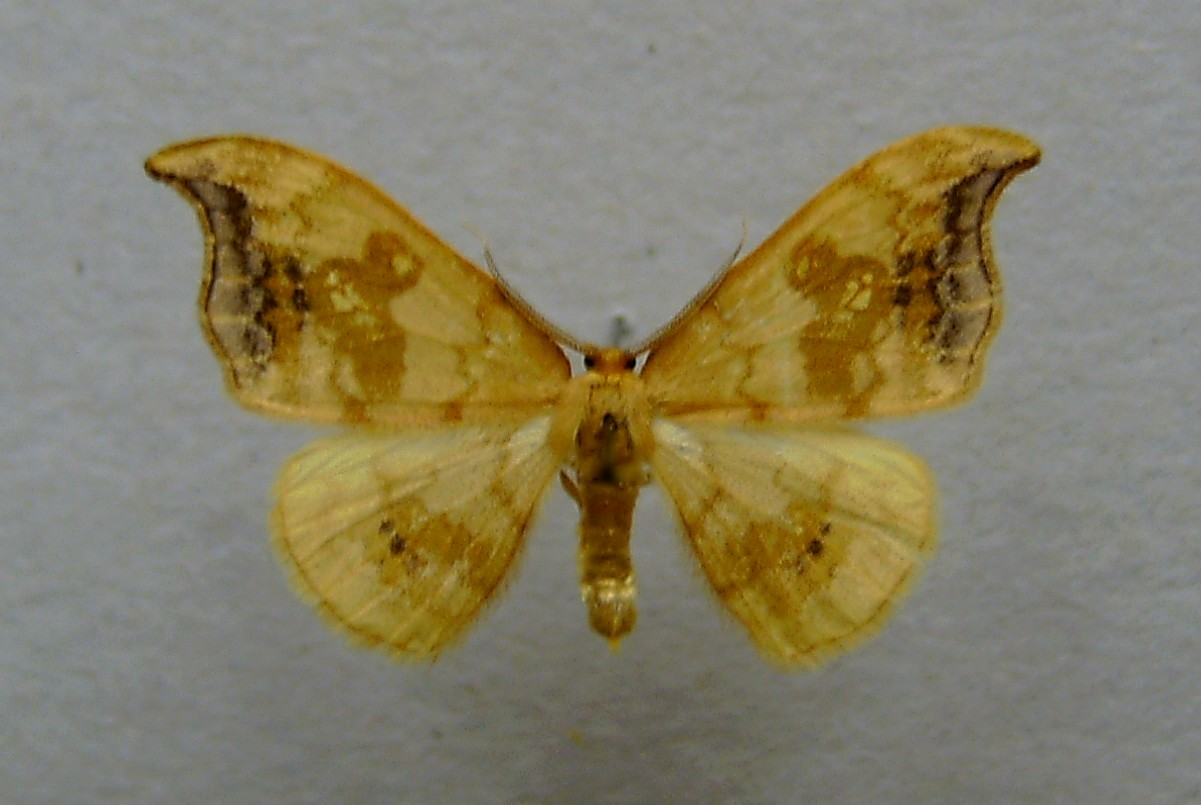
Sabra harpagula Linde-eenstaart
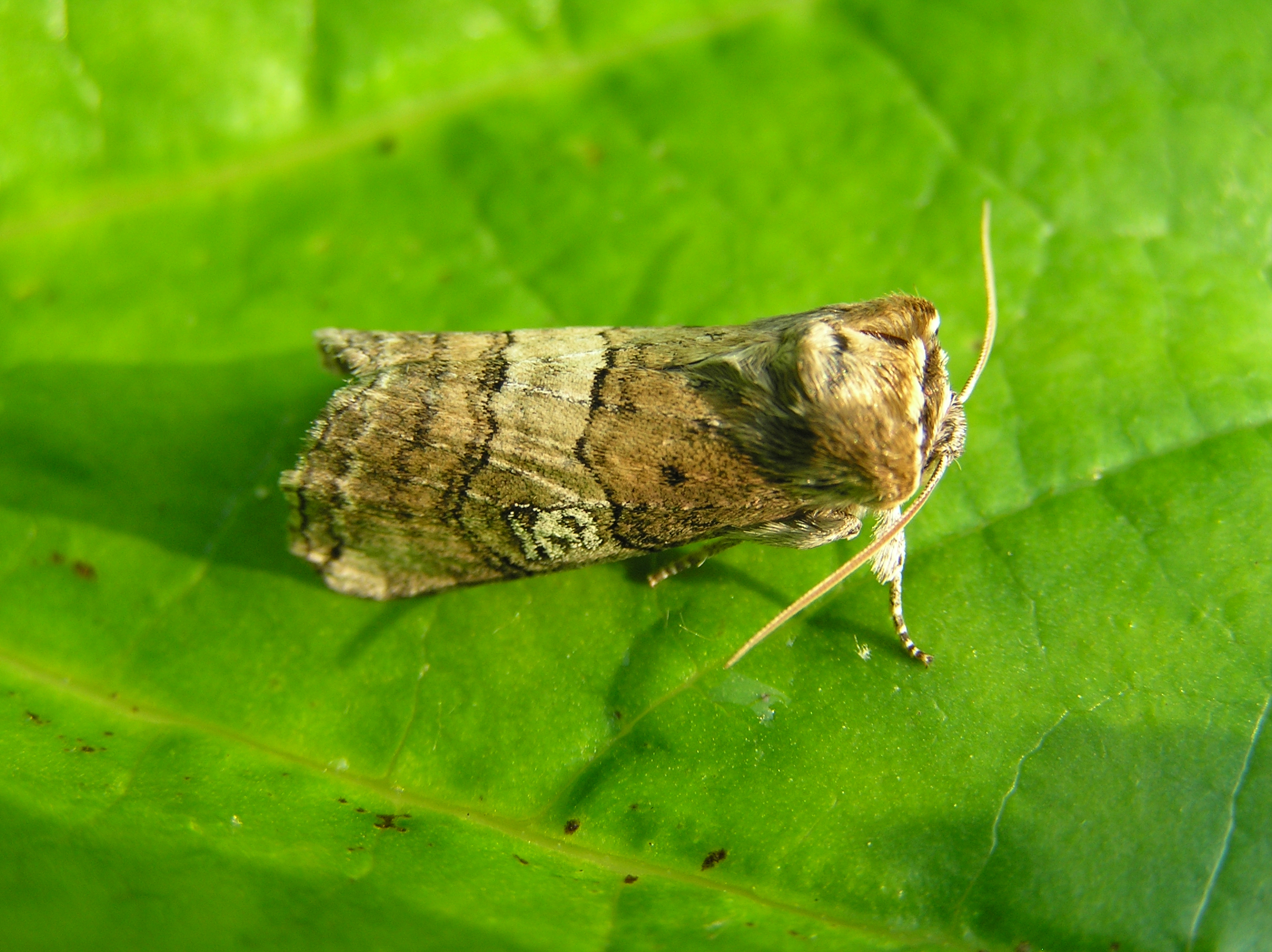
Tethea ocularis Peppel-orvlinder
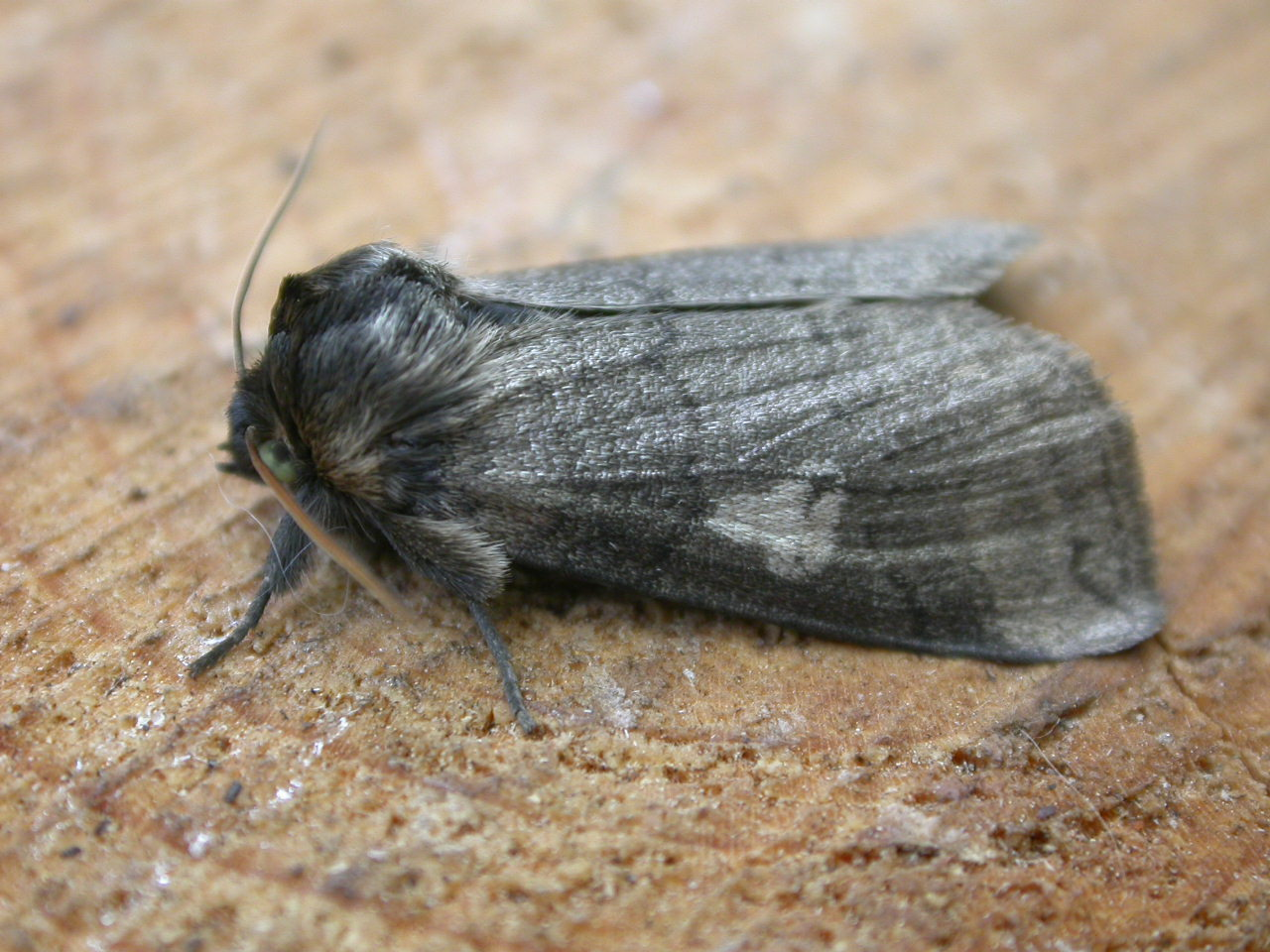
Tethea or Orvlinder
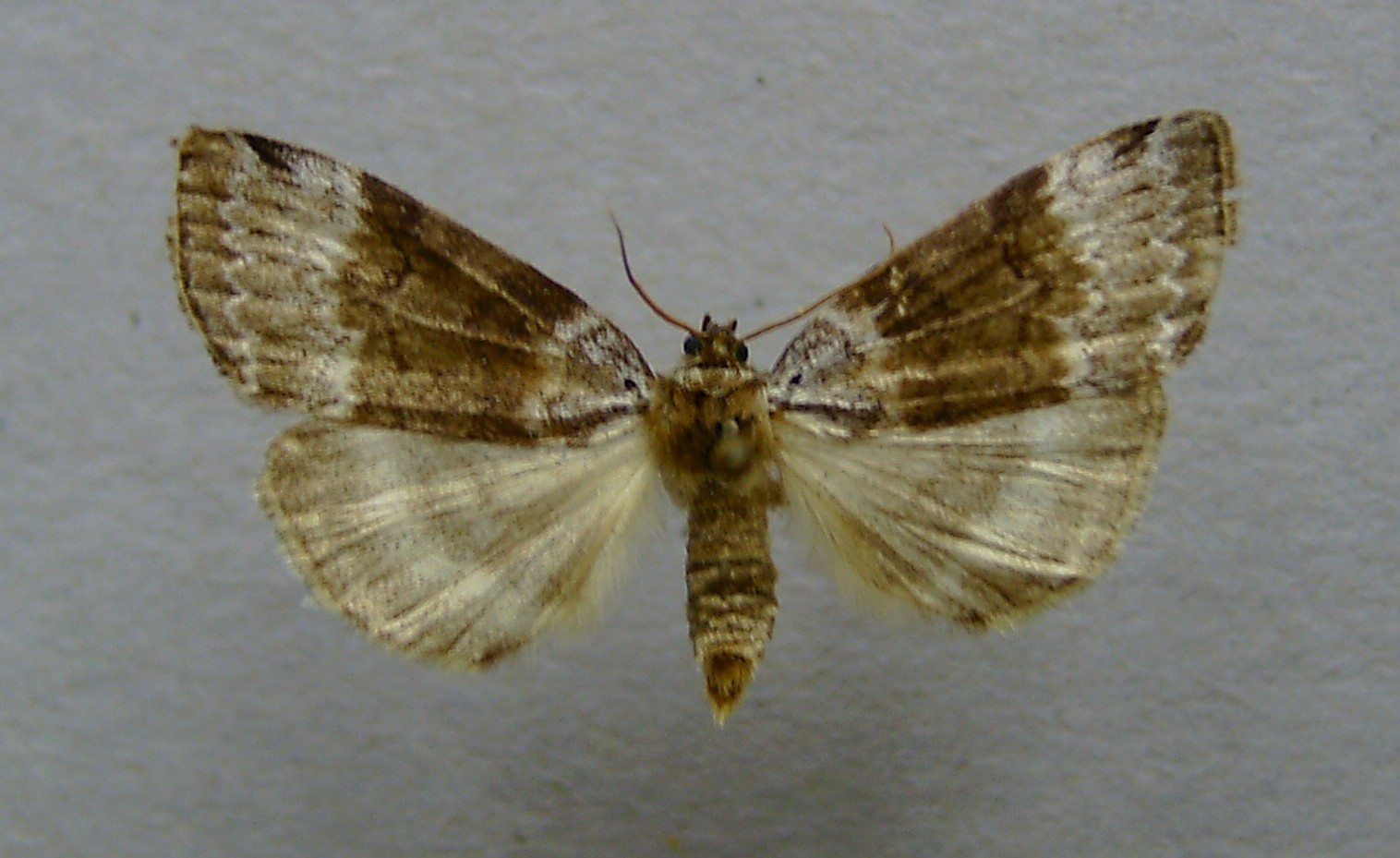
Tetheella fluctuosa Berken-orvlinder
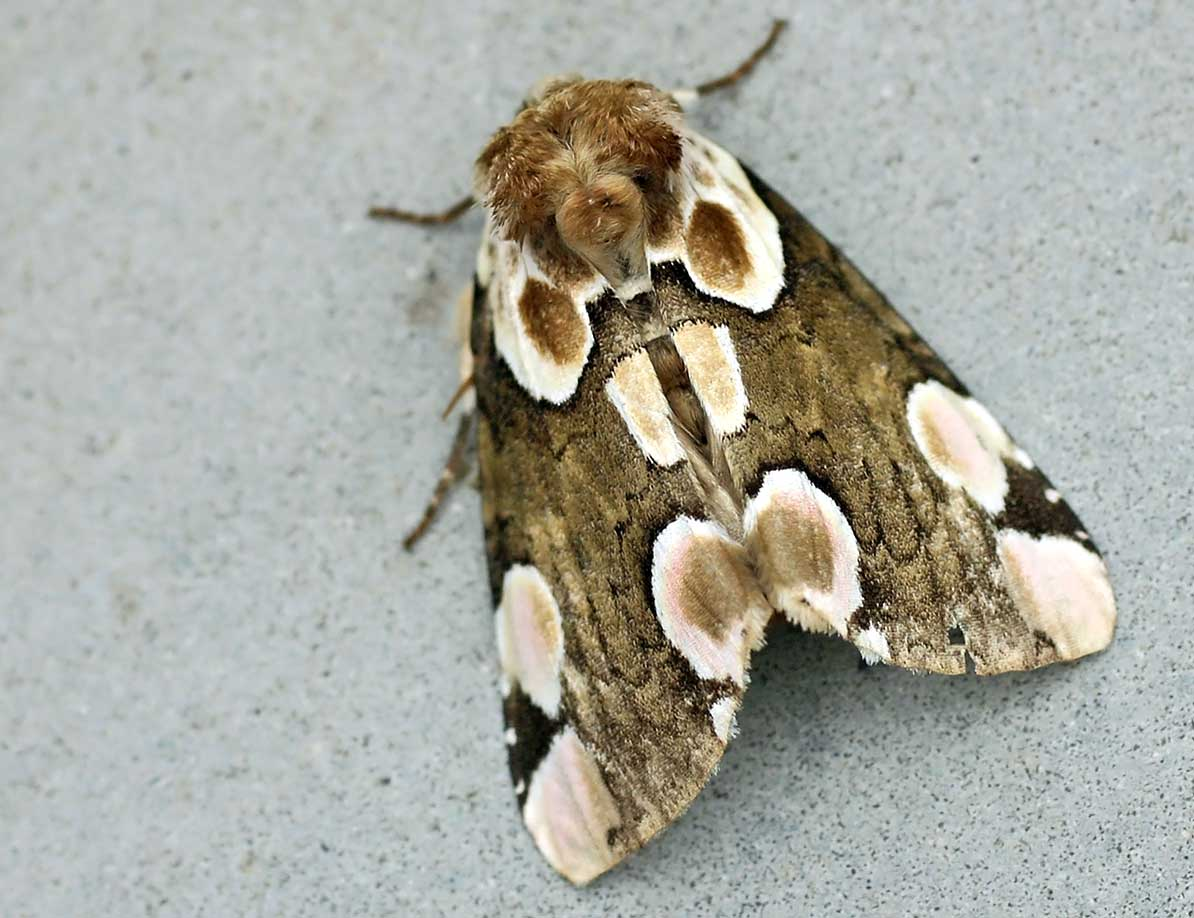
Thyatira batis Braamvlinder
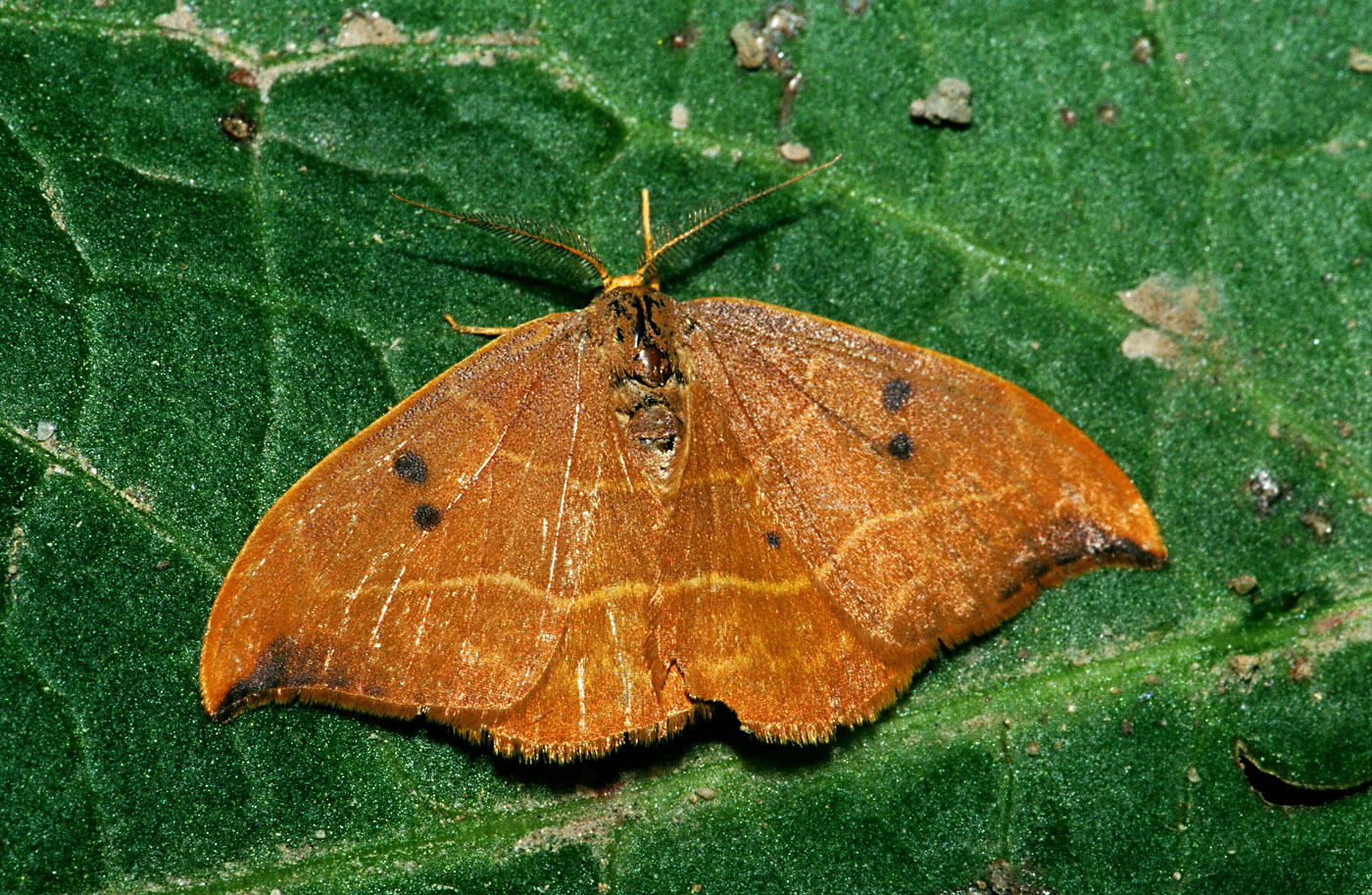
Watsonalla binaria Gele eenstaart
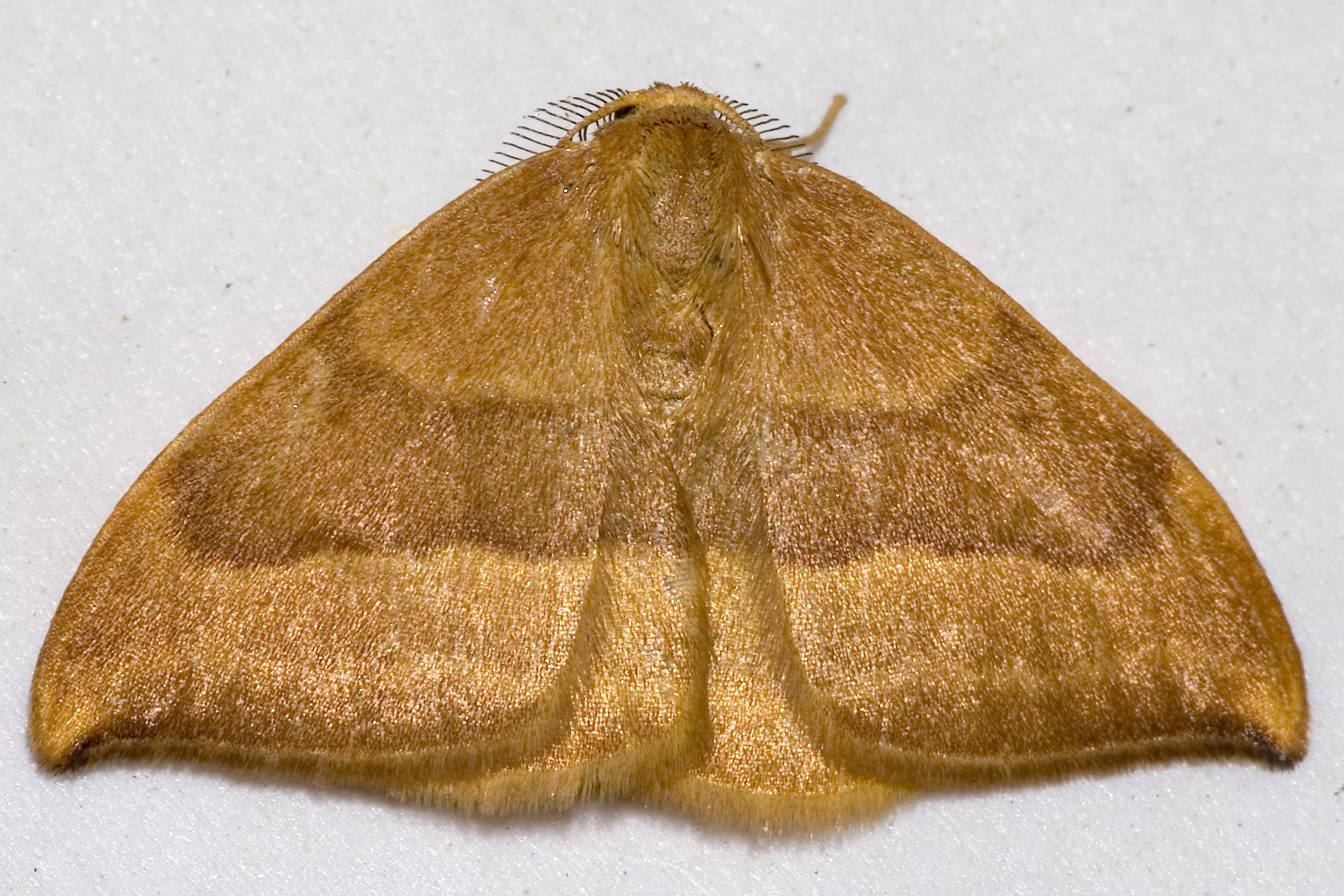
Watsonalla cultraria Beukeneenstaart